# Margareta de Bavaria (1456–1501)
Margareta de Bavaria (n. 7 noiembrie 1456, Amberg, Bavaria, Germania – d. 25 ianuarie 1501, Heidelberg, Palatinatul Elector), aparținând Casei de Wittelsbach, a fost prințesă a Bavariei și principesă a Palatinatului din 1474 până la moarte, prin căsătoria cu Filip I al Palatinatului.

## Biografie
Margareta a fost fiica ducelui Ludovic al IX-lea de Bavaria-Landshut (1417–1479) și a soției sale, Amalia (1436–1501), fiica principelui elector al Saxoniei, Frederic al II-lea.
În 1474 Margareta s-a căsătorit la Amberg cu viitorul principe elector, Filip I al Palatinatului (1448–1508) care anterior respinsese candidate la căsătorie precum Maria de Burgundia și Anna, moștenitoarea Comitatului Katzenelnbogen. La nunta care a prilejuit festivități fastuoase, au fost prezenți peste 1000 de invitați, inclusiv 14 principi domnitori, ocazie cu care au fost consumate mari cantități de alimente (110 000 de litri de vin și 10 000 de găini.
La doi ani după căsătorie, Filip a devenit principe elector palatin. În 1482 Margareta s-a refugiat de teama epidemiei de ciumă din Heidelberg în Cetatea Winzingen, unde a dat naștere viitorului principe elector Frederic al II-lea.
Datorită soției sale, Filip a avut o relație bună cu fratele ei, ducele Bavariei, George cel Bogat, doi dintre copiii lor (Ruprecht și Elisabeta) căsătorindu-se în 1499. Această legătură dinastică a fost punctul de plecare al cooperării politice și militare dintre Ducatul Bavaria-Landshut și Palatinatul Elector. George, care nu avea descendenți de sex masculin, l-a numit ca moștenitor, prin testament, pe ginerele său, fiul surorii sale, Margareta.
Margareta a murit la Heidelberg în 1501 fiind înmormântată acolo, în Biserica Sfântul Duh. Istoricul Johann Franz Capellini von Wickenburg (1677–1752) a scris un epitaf dedicat ei în Thesaurus Palatinus (vol. 1).

## Descendenți
Margareta și Filip au avut 14 copii:
- Ludovic (1478–1544), principe elector palatin, căsătorit în 1511 cu prințesa Sibylle de Bavaria-München (1489–1519);[15]
- Filip (1480–1541), episcop de Freising și Naumburg;
- Rupert (1481–1504), căsătorit cu Elisabeta de Bavaria-Landshut (1478–1504);[15]
- Frederic (1482–1556), principe elector palatin, căsătorit în 1535 cu Doroteea de Danemarca (1520–1580);[15]
- Elisabeta (1483–1522), căsătorită în 1498 cu landgraful Wilhelm al III-lea de Hessa (1471–1500) și în 1503 cu margraful Filip I de Baden (1479–1533);[15]
- George (1486–1529), episcop de Speyer;
- Henric (1487–1552), episcop de Utrecht, Freising și Worms;
- Ioan (1488–1538), episcop de Regensburg;
- Amalia (1490–1525), căsătorită cu ducele Pomeraniei George I (1493–1551);
- Barbara (1491–1505);
- Elena (1493–1524), căsătorită în 1513 cu ducele de Mecklenburg, Henric al V-lea (1479–1552);
- Wolfgang (1494–1558), conte palatin de Neumarkt și guvernator al Palatinatului Superior;
- Otto Henric (n./d. 1496);
- Ecaterina (1499–1526), stareță în Abația Neuburg am Neckar.